# Mathildoidea
Mathildoidea Dall, 1889 è una superfamiglia di molluschi gasteropodi eterobranchi.

## Tassonomia
La superfamiglia comprende le seguenti famiglie:
- Gordenellidae Gründel, 2000 †
- Mathildidae Dall, 1889
- Schartiidae Nützel & Kaim, 2014 †
- Trachoecidae Bandel, 1994 †